# Frihetens hus

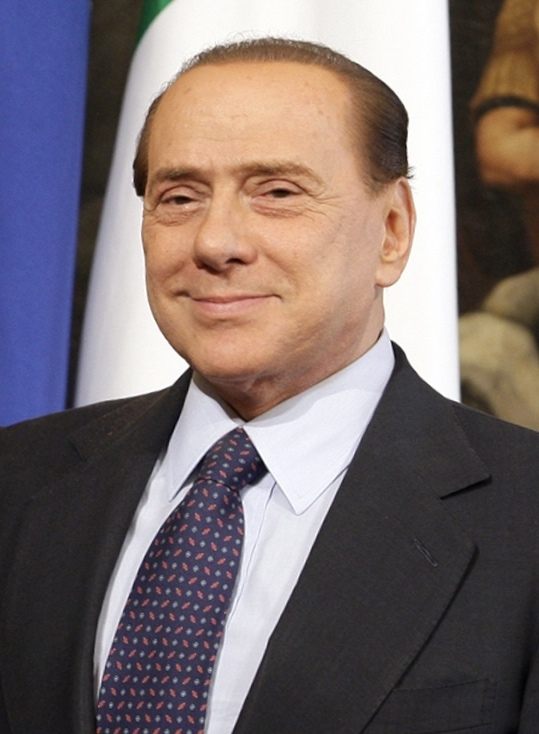
Frihetens hus leddes av Silvio Berlusconi

Frihetens hus (Casa delle Libertà, CdL) var en italiensk valallians bestående av center-högerpartier. Den bildades av Silvio Berlusconi 2001 som efterträdare till den tidigare valalliansen Frihetens pelare från 1994. Frihetens hus vann det italienska valet 2001 och bildade regering med Silvio Berlusconi som premiärminister.

## Deltagande partier

### Partier som var med i Frihetens pelare
- Forza Italia (FI)
- Kristdemokratiskt centrum (CCD)
- Nationella alliansen (AN)
- Cristiani Democratici Uniti (CDU)

### Andra partier
- Movimento per le Autonomie (MpA)
- Lega Nord (LN)
- Europeisk demokrati (DE)
- Nuovo PSI (NPSI)
- Partito Repubblicano Italiano (PRI)

### Senare tillkomna partier
- Partito Pensionati (övergick från Unionen till Frihetens hus den 20 november 2006)

## Alliansens utveckling
2002 gick Kristdemokratiskt centrum (CCD), Cristiani Democratici Uniti (CDU) och Europeisk demokrati (DE) ihop för att bilda partiet Unionen av krist- och centrumdemokrater (UDC). Unionen av krist- och centrumdemokrater utlöste en regeringskris 2005 sedan deras fyra ministrar hoppat av regeringen. Några veckor senare hade Berlusconi lyckats förhandla ihop en ny regering med partierna i Frihetens hus, inklusive Unionen av krist- och centrumdemokrater.
Frihetens hus förlorade parlamentsvalet 2006 till konkurrenten Unionen och upplöstes. Berlusconi bildade inför valet 2008 istället den nya alliansen Frihetens folk, bestående av vissa av de partier som tidigare ingick i Frihetens hus.